# Табигат (гидрографическое судно)
«Табига́т» (каз. Табиғат — «природа», ранее — «Табигат-505») — казахстанское гидрографическое судно (фактически катер) проекта 2153. Предназначено для обеспечения безопасности судоходства Казахстанского сектора Каспийского моря.

## История строительства и службы
Заказ на строительство судна морского экологического контроля был сделан Министерством охраны окружающей среды Республике Казахстан. Строительство судна велось на судостроительном заводе «Алмаз» в российском Санкт-Петербурге. Заложено под заводским номером 505. В начале апреля 2007 года были завершены ходовые испытания. Введено в строй 21 мая 2007 года.
Принадлежало Атыраускому филиалу «Казгидромет». Ныне в распоряжении Службы гидрографического обеспечения ВМС Казахстана. Судно выполняет рутинные операции по обеспечению безопасности судоходства в казахстанском секторе Каспия. Периодически участвует в национальных военно-морских учениях. В августе 2023 года совместно с ракетно-артиллерийскими катерами «Казахстан», «Орал», «Сарыарка» и «Мангыстау» (проекта «Барс-МО»), тральщиком «Алатау», гидрографическим судном «Жайык» участвовало в военно-морском параде в честь 30-летия ВМС Казахстана.

## Характеристики
Предназначено для экологического контроля, изучения рельефа морского дна и течений Каспия, чем обеспечивается в казахстанском секторе безопасность мореплавания не только военных кораблей, но и гражданских судов. «Табигат» оснащён лабораторией аналитического контроля, контрольно-измерительным комплексом, позволяющим проводить в судовой лаборатории режимные и оперативные аналитические исследования загрязнения морской воды, воздуха, контроль состояния донных отложений, а также выполнять отбор проб и определять гидробиологическое и гидрохимическое состояние водной среды, воздушной среды и грунта.